# 가시마촌 (사가현)
가시마촌(鹿島村)은 사가현 후지쓰군에 있던 촌이다. 현재의 가시마시에 해당한다.

## 역사
- 1889년 4월 1일 - 정촌제 시행에 의해 후지쓰군 기타카시마촌이 성립하였다.
- 1918년 12월 1일 - 가시마촌으로 개칭되어, 인접한 미나미카시마촌은 정으로 승격해 가시마정으로 개칭되었다.
- 1954년 4월 1일 - 구 가시마정, 노고미정, 가시마정, 후루에다촌과 합병해 새로운 가시마정이 신설하여 소멸되었다.

## 참고문헌
- 『市町村名変遷辞典』東京堂出版、1990年。